# 김순영 (성우)
김순영(1965년 11월 2일 ~ )은 대한민국의 성우이다. 1990년 KBS에 입사했으며, 현재는 KBS 22기이다. 한국방송 성우극회 소속.
현재는 라온수피아 유치원을 운영하고 있다.

## 주요 출연작품

### 애니메이션
- 개구쟁이 데니스 (SBS) - 마틸다
- 고스트 바둑왕 (KBS) - 윤희서
- 내일은 월드컵 (SBS) - 강한수 여동생
- 데블 파이터 (KBS) - 심다은
- 돌아온 달타냥 (KBS)
- 들장미 소녀 린 (SBS)
- 로빈은 사춘기 (EBS) - 소피
- 무적캡틴 사우루스 (KBS) - 장미
- 무지개 요정 큐티하니 (SBS)
- 미래전사 그레이트 건더 (SBS) - 드래곤
- 별난 가족 힐 (EBS) - 루앤 플래터
- 숲 속의 백설공주 (SBS) - 백설공주
- 신비의 세계 엘하자드 (SBS) - 이플리타
- 오즈 탐험대 (SBS)
- 왕부리 팅코 (SBS) - 크린
- 울트라 탐험대 (SBS)
- 원피스 (KBS) - 미스 먼데이
- 정의의 용사 카봇 (KBS) - 제이
- 출동! 메가트레인 (KBS) - 미나
- 캡틴 테일러 (SBS)
- 파이팅! 대운동회 (SBS) - 미란다 아커 발터

### 애니메이션 영화
- 슈렉 2 (KBS) - 직원
- 아쥐르와 아스마르 (KBS) - 엘프 요정
- 헷지 (KBS) - 벅키
- 페이지 마스터 (SBS)

### 영화
- 3000 마일 (SBS)
- 800 블렛 (SBS) - 줄리(그라시아 올라요)
- 가타카 (KBS)
- 강호영웅(KBS) - 봉하(모만수)
- 결전 (KBS) - 용용구의 애인(천심)
- 공작왕 (KBS) - 라가(왕소봉)
- 공주는 못말려 (SBS) - 여성(시모나 히틸로바)
- 구름 속의 산책 (SBS)
- 귀여운 여인 (SBS)
- 나의 장미빛 인생 (KBS)
- 내셔널 시큐리티 (SBS) - 롤라(마리 모로우)
- 너티 프로페서 (SBS) - 호텔 여성(알렉시아 로빈슨)
- 뉴욕 뉴욕 (KBS)
- 더 게임 (KBS)
- 데블스 오운 (SBS)
- 도시의 블루스 (KBS) - 비서
- 디오스 (SBS) - 마리나 (화니 아르당)
- 라스베이거스 대부 (KBS)
- 라이언하트(KBS) - 헬렌(리사 펠리칸)
- 레옹 (SBS) - 마틸다의 언니(엘리자베스 리젠)
- 리쎌 웨폰 3 (SBS)
- 마우스 헌트 (SBS) - 잉글리드(데브라 크리스토퍼슨) / 시장의 아내(멜러니 맥퀸) / 식당 종업원(수잔 크룰)
- 마지막 보이스카웃 (KBS) - 코리 (할리 베리)
- 마지막 카운트다운 (KBS)
- 매그놀리아 (SBS)
- 매드 맥스 3(KBS) - 여자 아이(아만다 니키넨)
- 맥시멈 리스크 (SBS)
- 맬리스 (KBS)
- 무숙자(KBS) - 여성(카를라 맨시니) / 이발소 주인의 아들
- 무인지대 (SBS)
- 바로워스 (KBS)
- 바이 바이 러브 (KBS) - 수잔 (에이미 브레너먼)
- 발렌타인 (SBS) - 페이지 프리스콧 (데니즈 리처즈)
- 백 투 더 퓨처 (KBS)
- 법외정 (KBS) - 아평
- 보이스 앤 걸스 (KBS) - 어린 라이언 (브렌던 라이언 배럿)
- 보이즈 게임 (KBS) - 루스 (토냐 리 윌리엄스)
- 복수의 실락원 (KBS)
- 볼사리노 2 (KBS)
- 브랜단 & 트루디 (KBS)
- 비각칠 2 (SBS) - 사부의 어린 제자
- 비룡맹장 (KBS) - 성요한의 비서(곽금은)
- 브리짓 존스의 일기 (KBS) - 쥬드 (셜리 헨더슨)
- 사자왕 형제의 모험 (EBS) - 스코르반 (라쉬 쇠데르달)
- 산딸기 (KBS) - 아그다 (율란 킨달)
- 산타클로스 (KBS)
- 살인 표적 (SBS)
- 성룡의 빅타임 (KBS) - 비서
- 성룡의 시티헌터 (SBS) - 라지(구숙정)
- 세인트 엘모의 열정 (SBS)
- 쇼생크 탈출 (KBS) - 길다 먼드슨 파렐 (리타 헤이워드) / 은행 직원(클레 슬레머)
- 스크림 3 (SBS) - 안젤리나 (에밀리 모티머)
- 식스 센스 (KBS) - 키아라 (미샤 바턴) / 여자 유령(재니스 다르다리스)
- 써클 (SBS) - 아레주 (프란체스카 피오렌티니)
- 썬더볼트 (KBS) - 아화의 동생(문송한) / 쿠거의 여자친구(레베카 펜로즈)
- 썬더볼트 (SBS) - 아화의 동생(호개흔)
- 아가사 크리스티의 창백한 말 (KBS) - 틸리 (안나 리비아 라이언)
- 아웃브레이크 (KBS)
- 아임 낫 스케어드 (SBS) - 바바라 (아드리아나 콘세르바)
- 알츠하이머 케이스 (KBS) - 세이나페의 아내(론 반 루즌달) / 간호사(카트리엔 밴드엔드라이스)
- 언컨디셔널 러브 (SBS)
- 에린 브로코비치 (KBS) - 웨이트리스 (에린 브로코비치)
- 엔드 오브 데이즈 (KBS) - 제리코의 딸(러네이 올스테드) / 크리스틴의 엄마(라이너 주드)
- 엠마 (KBS)
- 예수라 불리는 아이 (SBS) - 여성(모니아 우어타니)
- 와사비 (SBS) - 은행 직원(엘로디 프렌크)
- 오복성 (KBS) - 악바리의 애인(글로리아 입)
- 올드 스쿨 (SBS) - 하이디 (줄리엣 루이스)
- 위험한 관계 (KBS) - 줄리(발레리 고건) / 에밀리(로라 벤슨)
- 유니버셜 솔저 (KBS) - 크리스포머의 도우미(루페 온티베로스) / 종업원(조앤 바론)
  - 유니버셜 솔저 2 (SBS)
- 이도공간 (SBS)
- 이브는 대단해 (EBS) - 드류 (앤 마리 로더)
- 인 드림스 (SBS)
- 자칼 (SBS)
- 절대쌍교 (KBS) - 무림대회 참가자(원영희) / 화무결의 하녀
- 조지 오브 정글 (KBS)
- 좋은 걸 어떡해 (KBS)
- 좋은 친구들 (SBS) - 헨리의 어머니 (일레인 카건) / 제니스 (지나 마스트로지아코모)
- 쥬만지 (SBS) - 앨런의 엄마(퍼트리샤 클라크슨) / 주디와 피터의 엄마(애나벨 커쇼)
- 차이나 스트라이크 포스 (KBS) - 노리카 (후지와라 노리카)
- 축복의 조건 (SBS)
- 캘리포니아 여자 (KBS) - 피요나 (마리사 리비시)
- 코렐리의 만돌린 (KBS)
- 콘택트 (SBS) - 기자(클레어 시프먼) / TV 방송 음성
- 쿵푸 허슬 (KBS) - 악어파 두목의 아내(임사로)
- 터미널 스피드 (KBS)
- 터미네이터 2 (KBS) - 존의 양엄마(제넷 골드스타인) / 대니(데본 닉슨) / 여자아이(니키 콕스)
- 토탈 리콜 (SBS)
- 툼 레이더 2: 판도라의 상자 (SBS) - 대만 소년(빈센트 폰)
- 펄프 픽션 (KBS) -  에스메랄다(안젤라 존스)
- 포스 오브 네이처 (SBS)
- 피아니스트의 전설 (SBS)
- 형사 가제트 (KBS) - 페니 (미셀 트라첸버그)
- 호커스 포커스 (KBS)
- 10인의 영웅 (KBS)

### 외화
- 네버엔딩 스토리 (EBS) - 바스티안 엄마, 자이데, 루카스, 의사
- 로마 (SBS) - 코르넬리아 (안나 패트릭)
  - 로마 2 (SBS)
- 로스트 (KBS) - 리비 (신시아 와트로스)
- 말괄량이 마법학교 (SBS) - 캐시
- 에이전시 (CNTV) - 테리 노웰 (페이지 터코)
- 지오레인저 (SBS) - 타냐(옐로우)
- 판관 포청천 (KBS)

### 방송
- 동물의 왕국 (KBS)
- 이제는 말할 수 있다 (MBC)
- KBS 라디오 극장 10년(최후의 증인) (KBS 라디오) - 한지혜
- 소설극장(풍운아) (KBS 라디오)

### 게임
- 이리너 - 이리너

## 같이 보기
- 한국방송 성우극회